# ロクノーのレディ・アグニュー

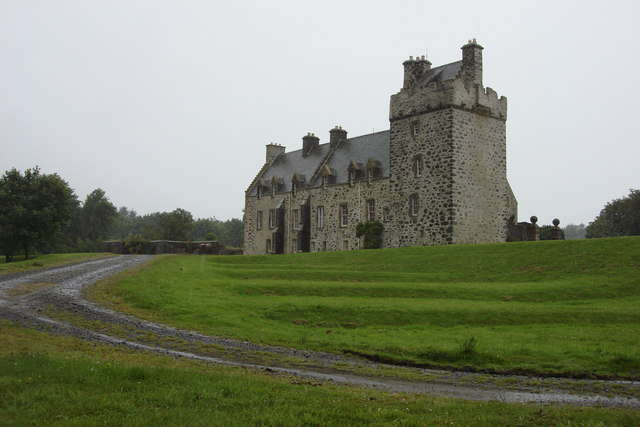
ロクノー城。

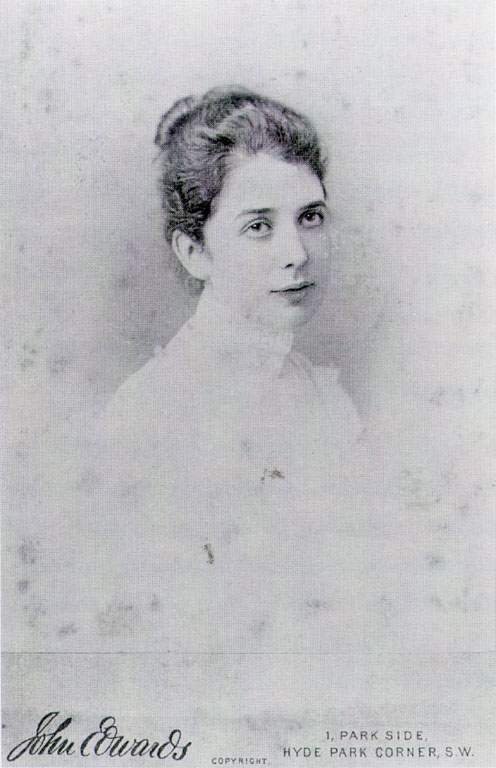
婚約した当時のガートルード。1889年頃撮影。

『ロクノーのレディ・アグニュー』（英: Lady Agnew of Lochnaw）は、ジョン・シンガー・サージェントが1892年に制作した肖像画である。油彩。サージェントの代表作の1つで、第9代準男爵アンドリュー・ノエル・アグニュー卿の夫人ガートルード・アグニュー（Gertrude Agnew）を描いている。1884年に制作した『マダムXの肖像』（Portrait of Madame X）の批判を受けてフランスを去らざるを得なかったサージェントが、イギリスで肖像画家としての評価を確立した作品である。現在はエディンバラのスコットランド国立美術館に所蔵されている。

## 人物
ガートルード・アグニュー夫人（旧姓ヴァーノン, Vernon）は1865年5月15日に、初代ライヴデン男爵ロバート・ヴァーノンの息子ゴーラン・チャールズ・ヴァーノン（Hon. Gowran Charles Vernon）の末娘として生まれた。アグニュー夫人は彼女に恋をしたスコットランド、ウィトゥンシャーのロクノー城の主である第9代準男爵アンドリュー・アグニューの熱烈なアプローチによって1889年6月15日に婚約し、同年10月15日に結婚した。15歳年上の夫は法廷弁護士で、後に国会議員とウィトゥンシャーの副統監になった。サージェントに彼女の肖像画を依頼した1892年には準男爵を継承している。アグニュー夫人は身体が弱く、しばしば結婚生活に支障をきたした。2人の間に子供は生まれず、1932年4月3日、ロンドンで長引く体調不良の末に死去した。

## 制作背景
本作品を制作した1892年はサージェントがロンドンに移住して6年が経過していた。その間にサージェントは傑作『カーネーション、リリー、リリー、ローズ』（Carnation, Lily, Lily, Rose）を制作し、画家として大きな成功を収めていたが、肖像画家として成功していたとは言えなかった。『マダムXの肖像』のスキャンダルはなかなか人々の記憶から消え去らず、人々はサージェントに肖像画を依頼することは危険と考えていた。作家のG・グレアム・ロバートソンは当時のサージェントを取り巻く状況について、多くの顧客となる可能性のある人々が、肖像画を依頼する「瀬戸際まで来て震えながら立ち止まり、もっと勇気のある他の誰かが思い切って飛び込むのを待っていた」と書いている。アンドリュー・アグニューが1892年にサージェントに妻の肖像画を依頼したのはそんなときであった。サージェントの七分丈の肖像画の料金は約500ポンドで、制作は夫人の体調のために中断されることもあったが、年内に完成した。

## 作品

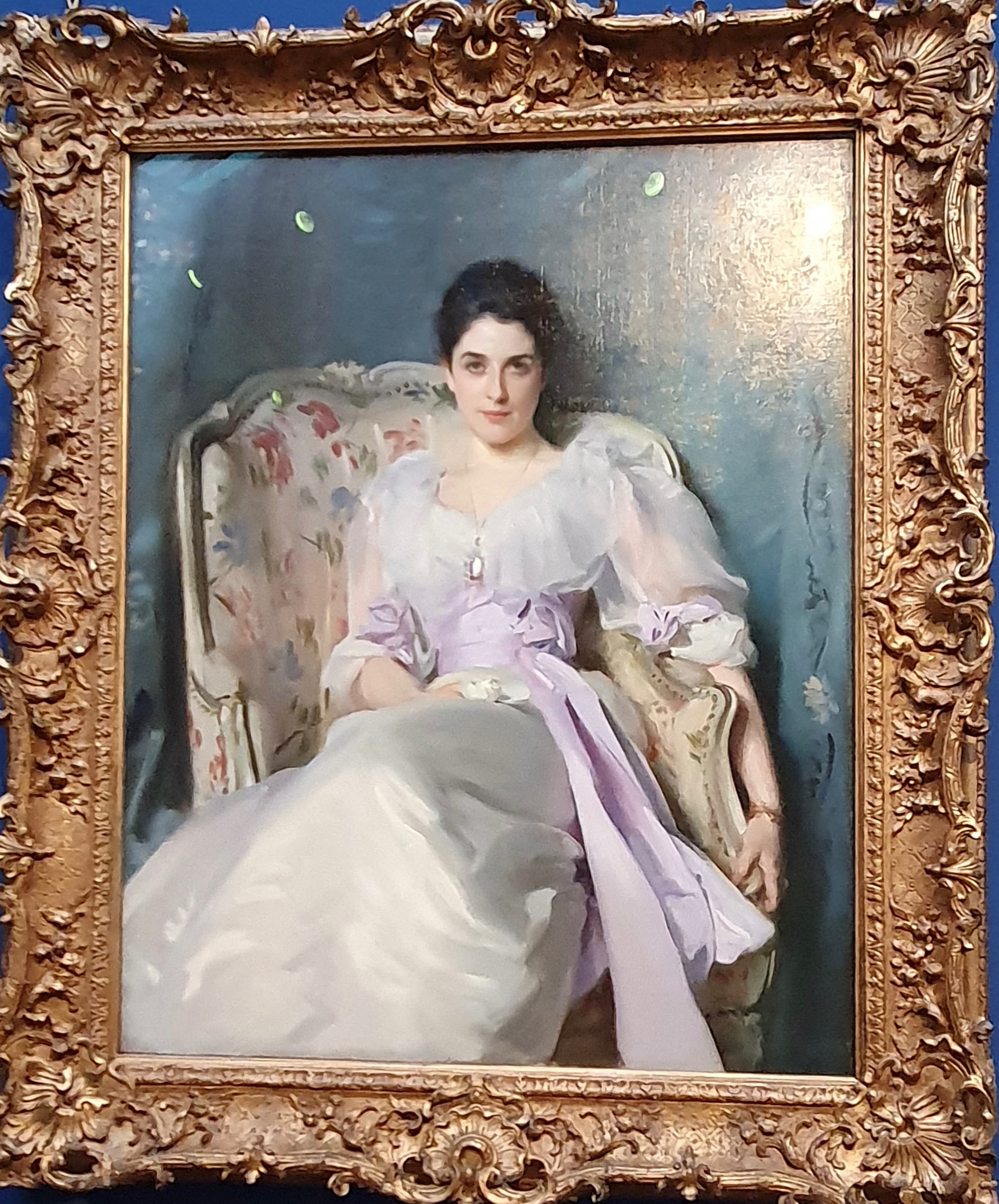
額縁。

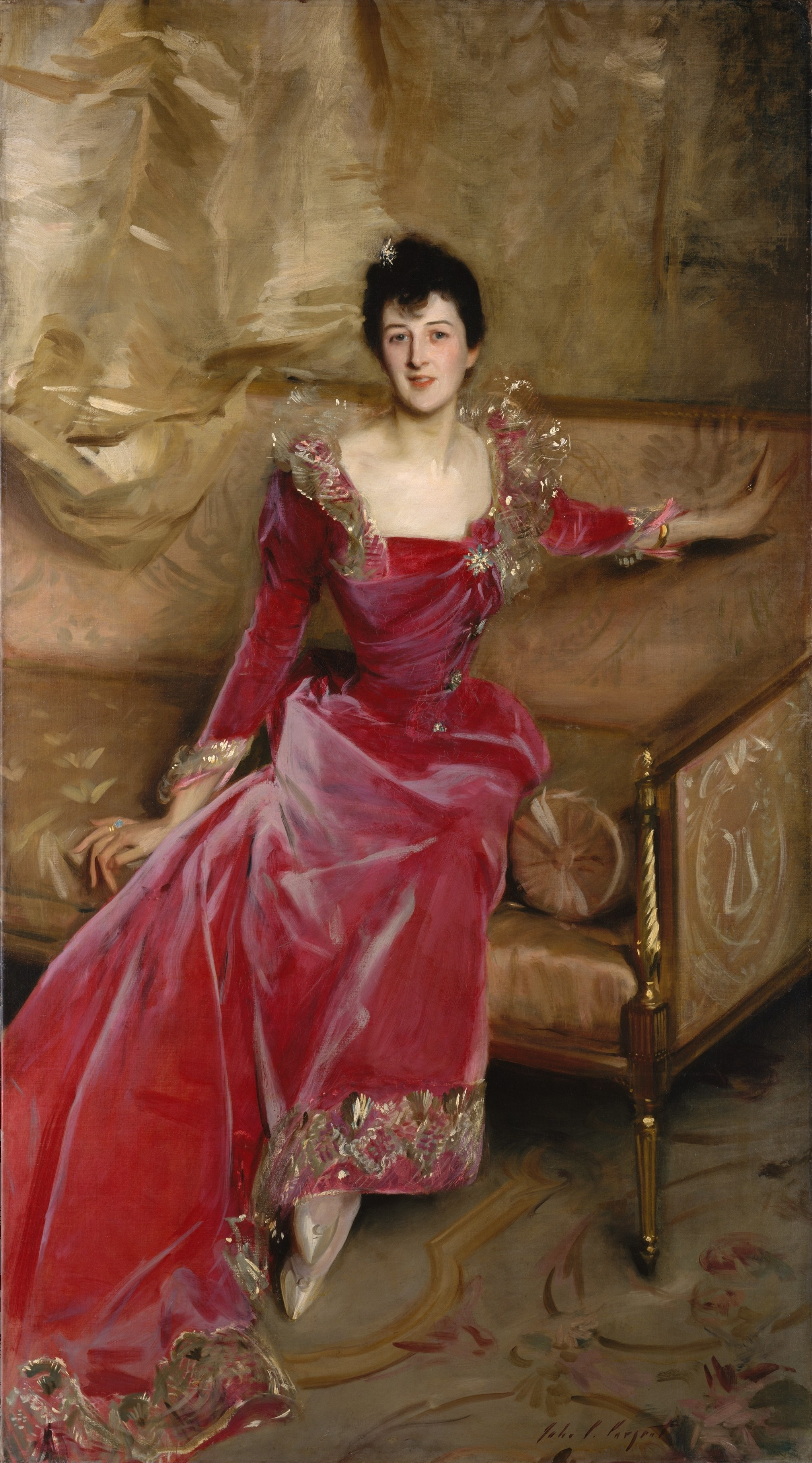
同時期の『ヒュー・ハマースレイ夫人の肖像』。ニュー・ギャラリーに展示されて好評を得た。

サージェントは18世紀フランスの肘掛け椅子ベルジェールに座ったアグニュー夫人を七分丈で描いている。美術史家リチャード・ルイス・オーモンドによると、椅子の背もたれは「人物を包み込むための湾曲したサポート空間として使用され、独特の物憂げな優雅さを生み出している」。夫人は白いガウンを着て、アクセサリーとして大きな宝石のペンダントを身に着け、腰の周りに藤色のシルクのサッシュを巻いている。背後の壁は青い色の中国の絹で覆われている。彼女は直に伺うように見つめ、その表情は鑑賞者との「親密な会話」に参加しているという印象を捉えている。オーモンドとキルマレイは彼女の視線を「静かに挑戦的」であり、「彼女の訝しむようなかすかな笑みで引き止められ、誘惑される何か」と表現している。
制作当時、夫人の健康状態は良くなかった。夫人は1890年に重度のインフルエンザを患い、肖像画のモデルをしたときもまだ完全には回復しておらず、疲労のために苦しんだ。アンドリューの日記によると制作は迅速に進められ、夫人にわずか6回座ってもらっただけで描き上げたが、それでも体調の悪化により制作は中断された。夫人の気だるさを感じさせるポーズはこれが原因かもしれない。
絵画は現在も元のアンティークのフランス・ロココ様式の額縁で掛けられている。この額縁はサージェントがアンドリューに宛てた1893年の手紙で説明したものと同じであるかどうかは不明である。「今日、肖像画に合うのではないかと思う古い額縁を見ました･･･高価で、20ポンドだと思います。肖像画が際立ってよく見えるのであるならば、金額に価値はほとんどありません」。

## 当時の反応
肖像画は翌年ロイヤル・アカデミーで展示されると大きな評判を呼んだ。1893年4月29日の日刊紙『タイムズ』は本作品を「傑作」と呼び、「絵画技術の勝利であるだけでなく、ここで長い間見られてきた言葉の文字通りの意味で、肖像画の最高の例である。サージェント氏は彼の繊細さを捨てていないが、いつもの手法を捨て、安らぎのある状況のもとで、魅力的な画題の美しい絵画を作ることに満足している」と評した。また雑誌『マガジン・オブ・アート』は「繊細かつ洗練されており、色彩は精妙、落ち着きと優雅さの点で気品があり、作風は独特で、技法には風格がある。それゆえこの肖像画はサージェント氏がこれまで発表してきたものの中で最も素晴らしい作品であり、当代最高の肖像画であると多くの人が考えるだろう」と評した。翌1894年1月にはサージェントはアカデミーの準会員として受け入れられたが、夫人の肖像画はこれに影響を与えた可能性がある。この成功によりサージェントのもとに肖像画の依頼が殺到することになり、1899年にはボストンのコプリー・ホール（Copley Hall）で、1924年にはピッツバーグのカーネギー研究所で夫人の肖像画が展示された。

## 来歴
肖像画の成功はまたアグニュー夫人を上流階級の間で著名な存在へと変えた。アグニュー夫人はファッショナブルなサークルの中心として、ロンドンの自宅でサロンを催した。しかしスコットランド国立美術館によると「アグニュー夫人は上品なセレブリティを維持するための度重なる出費のために自身の肖像画の売却を余儀なくされた」。1922年、一族が経済的困難に直面した結果、肖像画をニューヨークのフリック・コレクションに売却しようとしたと憶測されているが、その申し出は創設者の娘ヘレン・クレイ・フリックによって拒否された。スコットランド国立美術館がカウァン・スミス遺贈基金（Cowan Smith Bequest Fund）の支援を受けて肖像画を購入したのは3年後の1925年である。それまで肖像画は単に『レディ・アグニュー』（Lady Agnew）というタイトルだったが、夫人の要望により『ロクノーのレディ・アグニュー』と改題された。美術館のアーカイブには肖像画の購入に関して、夫人によって送られてきた2通の手紙が残されている。これらのうち最初の手紙は、夫人がニューヨークのアメリカ人に肖像画を行かせないと決めており、美術館に4,000ポンドで売却を申し出ていたことを示している。1978年頃に美術館が拡張された後、肖像画を展示するスペースが確保された。